# EE (entreprise)
EE, anciennement Everything Everywhere, est un opérateur de réseau mobile et un fournisseur d'accès à Internet britannique, filiale de British Telecom depuis 2016.

## Histoire
L'entreprise résulte de l'association en 2010 de l'entreprise allemande T-Mobile (Deutsche Telekom) et de l'entreprise française Orange (anciennement France Télécom) pour fusionner leurs filiales britanniques respectives,. Elle offre ses services uniquement au Royaume-Uni.

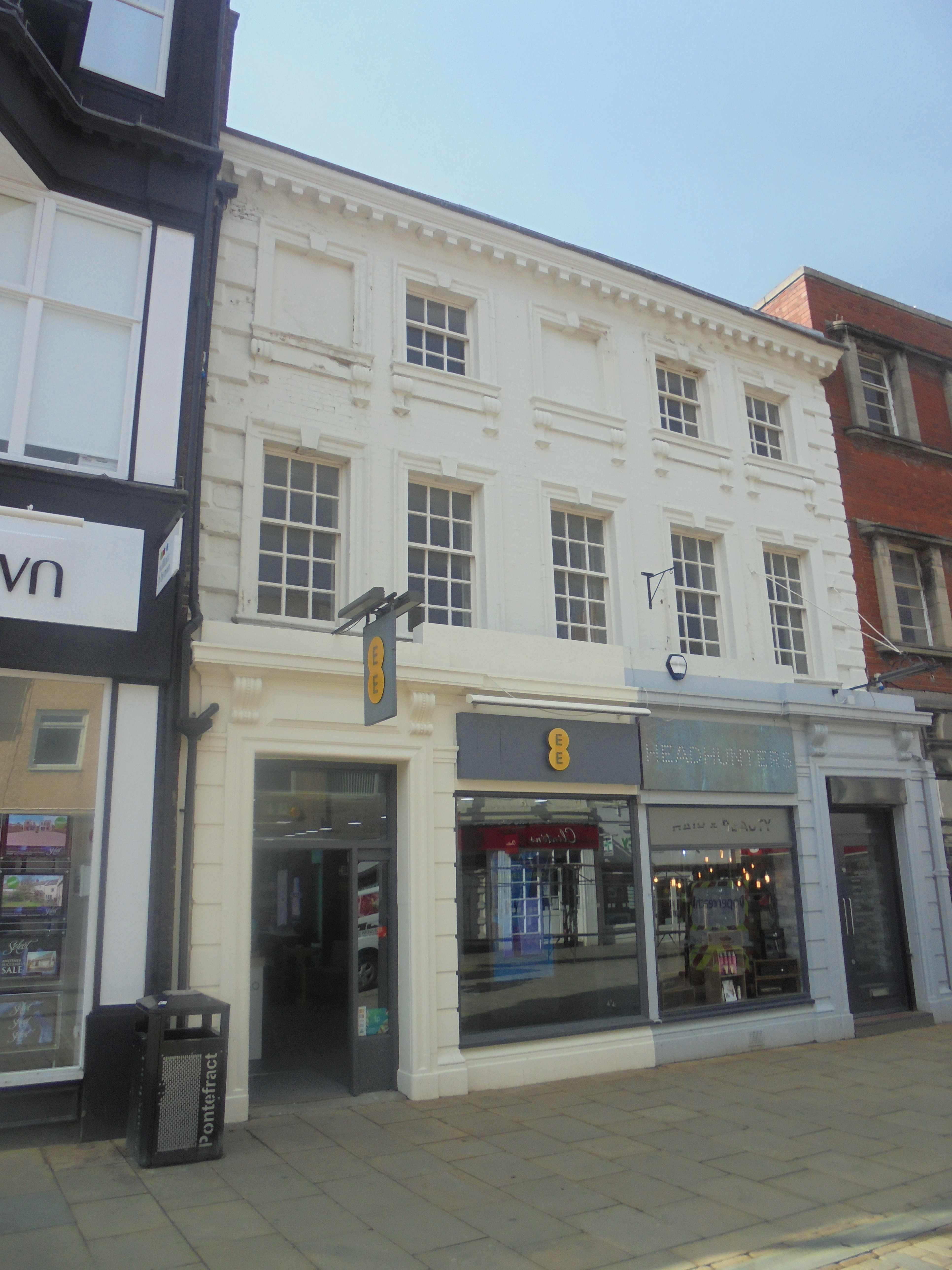
EE, Pontefract, Yorkshire de l'Ouest.

Depuis octobre 2012, les anciens réseaux Orange et T-Mobile opèrent sous la nouvelle marque EE[réf. nécessaire]. Le 15 décembre 2014, BT annonce entrer en discussion pour l'acquisition d'EE pour 12,5 M£. Le 5 février 2015, Orange et Deutsche Telekom annoncent la signature d'un accord avec BT visant la cession de l'intégralité de leurs parts d'EE. Les deux parties s'entendent sur une valeur d’entreprise de 12,5 milliards de livres sterling (environ 16,7 milliards d’euros). Cet accord réunit les 10 millions d'abonnés internet de BT aux 24,5 millions d'abonnées de téléphonies mobile d'EE[réf. nécessaire]. Dans le cadre de cette opération, Orange et Deutsche Telekom prennent respectivement une participation de 4 % et 12 % dans BT. Le 14 janvier 2016, l’autorité de la Concurrence et des Marchés britannique approuve la vente de 100 % des actions détenues par Orange et Deutsche Telekom dans EE à BT.
C'est le plus important opérateur de réseau mobile au Royaume-Uni, avec environ 28 millions de clients[Quand ?].
Le siège social de l'entreprise est situé à Hatfield, au Royaume-Uni, et la société possède des bureaux à Bristol, Darlington, North Tyneside et Londres. En plus de la téléphonie mobile, EE fournit un service de Télévision IP via sa EE TV Box[Depuis quand ?][réf. nécessaire].
EE sponsorise l'équipe d'Angleterre de football.